# 아라우 버스운수
아라우 버스운수 AG(독일어: Busbetrieb Aarau AG)는 스위스 아르가우주 아라우시와 주변 지역을 하는 대중교통 회사이다. 1958년에 설립되어 BBA Bus Aarau 브랜드를 사용하여 운영하고 있다.
2002년과 2018년 사이에 아라우 버스운수는 비넨탈과 주어렌탈반(WSB)과 함께 우산 브랜드인 AAR bus+bahn의 일부를 형성했다. 두 회사의 차량은 AAR bus+bahn 브랜드를 눈에 띄게 표시하여 자체 브랜드를 대체했다. 두 회사는 일부 고위 관리자를 공유했지만, 법적으로 별개였다. 2018년에 WSB는 아르가우 교통의 일부가 되었고, AAR bus+bahn 브랜드는 해체되었다. 아라우 버스운수는 이제 자체 관리팀과 함께 자체 브랜드로 운영된다.
아라우 버스운수는 회원이 운영하는 다양한 모드와 노선에 걸쳐 구역 티켓을 제공하는 A-Welle 요금망의 회원이다. 아라우 지역에서 여기에는 본선(스위스 연방 철도에서 운영)과 멘치켄-아라우-쇤프트란트선(아르가우 교통에서 운영) 모두에서 아르가우 S-반이라는 이름으로 운영되는 철도 서비스가 포함된다.
아라우 버스운수는 7개 노선을 운행한다. 이 노선들은 솔라리스, 볼보, 스카니아, 헤스에서 제조한 37대의 버스로 구성된 함대를 활용한다.